# Хеммер, Мари
Мари Хеммер (норв. Mari Hemmer; род.20 ноября 1983 года) — норвежская конькобежка; 4-кратная чемпионка Норвегии в классическом многоборье, 3-кратная в спринте, 9-кратная на отдельных дистанциях, а также 25-кратная призёр национальных чемпионатов.  Обладатель текущего рекорда Норвегии на дистанции 10000 м. Выступала за клуб "Aktiv SK".

## Биография
Мари Хеммер в детстве жила рядом с ледовым катком, где и начала кататься на коньках в возрасте 8-ми лет в Осло. В 1996 году впервые участвовала на молодёжном чемпионате Норвегии, а через год заняла 2-е место. В 1999 году Мари выиграла "серебро" в многоборье на чемпионате Норвегии среди юниоров. В 2000 году выиграла золотую медаль на юниорском чемпионате страны в забеге на 3000 м и "взяла" ещё три серебряные медали.
Наконец в 2001 году Хеммер стала чемпионкой Норвегии в спринтерском и классическом многоборье среди юниоров и дебютировала на юниорском чемпионате мира и Кубке мира. Также участвовала в зимнем Европейском юношеском фестивале и выиграла "серебро" в забеге на 1000 м. В 2002 и 2003 году продолжила выигрывать в Норвегии юниорские чемпионаты в многоборье, а также в 2003 одержала победы на дистанциях 1000, 3000 и 5000 м. С 2004 года она выступала уже на взрослом чемпионате Норвегии и сразу заняла 2-е место в забеге на 5000 м и в спринтерском многоборье.
В 2005 году Мари Хеммер одержала победы на дистанции 5000 и в обеих дисциплинах многоборья. В 2007 году дебютировала на чемпионате Европы в Коллальбо и на чемпионате мира на отдельных дистанциях в Солт-Лейк-Сити, где заняла соответственно 18-е место в многоборье и 21-е в забеге на 3000 м. С 2008 по 2010 года она не показывала высоких результатов на международном уровне. 
В сезоне 2010/11 заняла 5-е место в командной гонке на чемпионате мира на отдельных дистанциях в Инцелле, а на чемпионате мира в Калгари заняла 21-е место в сумме многоборья. В 2013 году на чемпионате мира на отдельных дистанциях в Сочи в командной гонке стала 6-й и 17-й в многоборье на чемпионате мира в Хамаре.
В феврале 2014 года на зимних Олимпийских играх в Сочи Мари заняла 7-е место в забеге на 5000 м, в командной гонке и 14-е место на 3000 м. В том же году завершила карьеру.

## Личная жизнь
Мари Хеммер окончила Университет Осло на факультете математики и естественных наук. Любит вязать, читать.